# Identita a demokracie
Identita a demokracie byla politická skupina v Evropském parlamentu tvořená nacionalistickými a euroskeptickými politickými uskupeními. Politická skupina vznikla 13. června roku 2019 a navazovala na činnost frakce Evropa národů a svobody, která fungovala v předcházejícím volebním období Evropského parlamentu. V roce 2024 se její většina přetvořila do nové frakce Patrioti pro Evropu.

## Historie politické skupiny
Vznik politické skupiny Identita a demokracie oznámila 12. června roku 2019 předsedkyně francouzské nacionalistické strany Národní sdružení Marine Le Penová. Skupina sdružuje také další větší strany podobného zaměření, jako je italská Liga či Svobodná strana Rakouska. Z dalších stran se k nově vytvořené frakci přidala Dánská lidová strana, Strana Finů, Konzervativní lidová strana Estonska. Z českých uskupení je členem frakce hnutí Svoboda a přímá demokracie. Předsedou politické skupiny byl zvolen Marco Zanni z italské strany Liga.
Do roku 2024 byla členskou stranu rovněž Alternativa pro Německo. Ta byla ale v květnu 2024 ze skupiny vyloučena.
Frakce však nejspíše v červenci 2024 zanikne, protože většina členů (včetně největšího Národního sdružení) přešla k nové frakci Patrioti pro Evropu.

## Kontroverze
Německá strana AfD byla z frakce vyloučena v květnu 2024, protože lídra strany pro evropské volby Maximiliana Kraha dohnaly kauzy týkající se podezření z přijímání úplatků za ruskou propagandu a případ jeho asistenta, který byl obviněn ze špionáže pro Čínu. Krah také v novinovém rozhovoru zlehčoval zločiny nacistických jednotek SS.

## Členské strany
Součástí politické skupiny jsou následující politická uskupení a jejich poslanci (stav k prosinci 2020):
| Členský stát | Název strany                         | Zkratka | Evropská strana | Počet mandátů | Seznam europoslanců |
| ------------ | ------------------------------------ | ------- | --------------- | ------------- | --- |
| Belgie       | Vlámský zájem                        | VB      | ID Party        | 3             | Gerlof Annemans Filip De Man Tom Vandendriessche |
| Česko        | Svoboda a přímá demokracie           | SPD     | ID Party        | 2             | Hynek Blaško Ivan David |
| Dánsko       | Dánská lidová strana                 | DF      | žádná           | 1             | Peter Kofod |
| Estonsko     | Konzervativní lidová strana Estonska | EKRE    | ID Party        | 1             | Jaak Madison |
| Finsko       | Strana Finů                          | PS      | žádná           | 2             | Teuvo Hakkarainen Laura Huhtasaari |
| Francie      | Národní sdružení                     | RN      | ID Party        | 23            | Mathilde Androuët Jordan Bardella Nicolas Bay Aurelia Beigneux Dominique Bilde Annika Bruna Gilbert Collard Jean-Paul Garraud Catherine Griset Jean-François Jalkh France Jamet Virginie Joron Herve Juvin Jean-Lin Lacapelle Hélène Laporte Gilles Lebreton Julie Lechanteux Thierry Mariani Joëlle Mélin Philippe Olivier Maxette Pirbakas Jérôme Rivière André Rougé |
| Itálie       | Liga                                 |         | ID Party        | 29            | Matteo Adinolfi Simona Baldassarre Alessandra Basso Mara Bizzotto Anna Bonfrisco Paolo Borchia Marco Campomenosi Andrea Caroppo Massimo Casanova Susanna Ceccardi Angelo Ciocca Rosanna Conte Gianantonio Da Re Francesca Donato Marco Dreosto Gianna Gancia Valentino Grant Danilo Oscar Lancini Elena Lizzi Alessandro Panza Luisa Regimenti Antonio Maria Rinaldi Silvia Sardone Vincenzo Sofo Annalisa Tardino Isabella Tovaglieri Lucia Vuolo Stefania Zambelli Marco Zanni |
| Nizozemsko   | Strana pro svobodu                   | PVV     | žádná           | 1             | Marcel de Graaff |
| Rakousko     | Svobodná strana Rakouska             | FPÖ     | ID Party        | 3             | Roman Haider Georg Mayer Harald Vilimsky |
| Celkem       |                                      |         |                 | 76            | |